# NGC 4461
NGC 4461 és una galàxia lenticular situada a uns 50 milions d'anys llum de distància a la constel·lació de la Verge. Va ser descoberta per l'astrònom William Herschel el 12 d'abril de 1784. NGC 4461 és membre de la cadena Markarian que forma part del cúmul de la Verge.

## Interacció amb NGC 4458
NGC 4461 es troba en un parell amb la galàxia propera NGC 4458. Ha experimentat una interacció mareomotriu amb NGC 4458.